# Manuel Manrique de Lara
Manuel Manrique de Lara (Cartagena, Murcia, 1863 - St. Blasien, Friburgo, estado de Baden-Wurtemberg, Alemania, 1929) fue un compositor y musicólogo español.

## Biografía
Se inició en la música bajo el magisterio de Ruperto Chapí y estudió el folclore del Magreb y Europa oriental. Contribuyó a divulgar en España la ópera wagneriana.
Aunque compuso música sinfónica y de cámara, destacó por la música para escena. Su primera obra importante es una trilogía musical muy influida por Richard Wagner titulada «La Orestiada» (que consta de Agamenón, Las Coéforas y Las Euménidas) y dedicada a su maestro Ruperto Chapí. La obra fue estrenada por Tomás Bretón en 1890.
Cabe citar también la zarzuela El ciudadano Simón, de 1900, y la trilogía cidiana formada por Rodrigo y Jimena, El cerco de Zamora (basada en el cerco de Zamora) y Mio Cid, estrenada en Madrid (1906-1911).

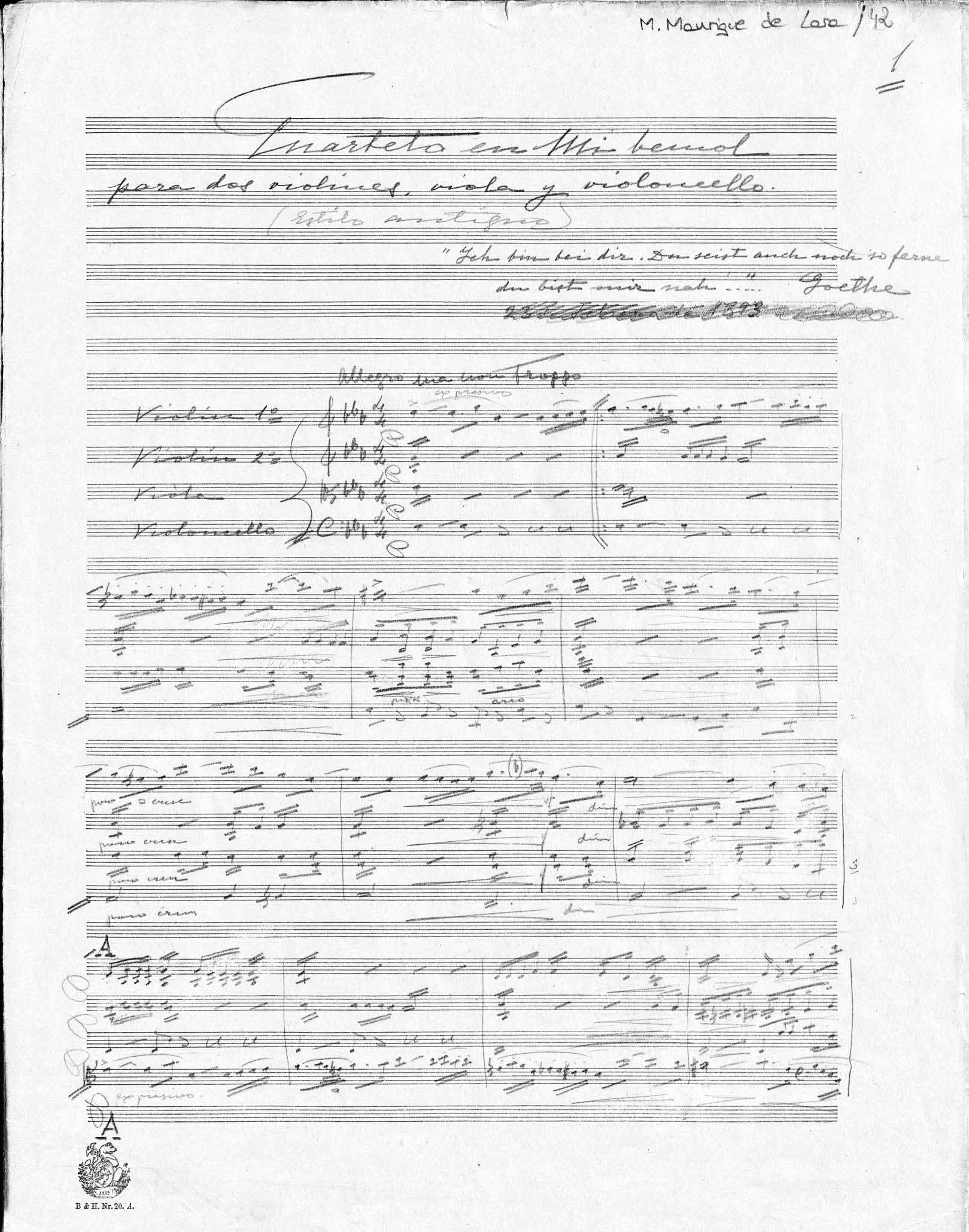
Primera página del manuscrito del Cuarteto de cuerda en Mi bemol

## Obras musicales
- «La Orestiada» (1890: Agamenón, Las Coéforas y Las Euménidas)[1]
- Sinfonía en mi menor (1892)
- Leyenda, poema sinfónico[2]
- Cuarteto de cuerda en Mi bemol (1893)
- El ciudadano Simón, zarzuela (1900; Eduardo Lustonó, Antonio Palomero)
- Rodrigo de Vivar (El Cid), drama lírico (1906)